# Cotinis viridicyanea
Cotinis viridicyanea är en skalbaggsart som beskrevs av Perbosc 1839. Cotinis viridicyanea ingår i släktet Cotinis och familjen Cetoniidae. Inga underarter finns listade i Catalogue of Life.